# Borolia rubrescens
Borolia rubrescens là một loài bướm đêm trong họ Noctuidae.